# Los padres terribles

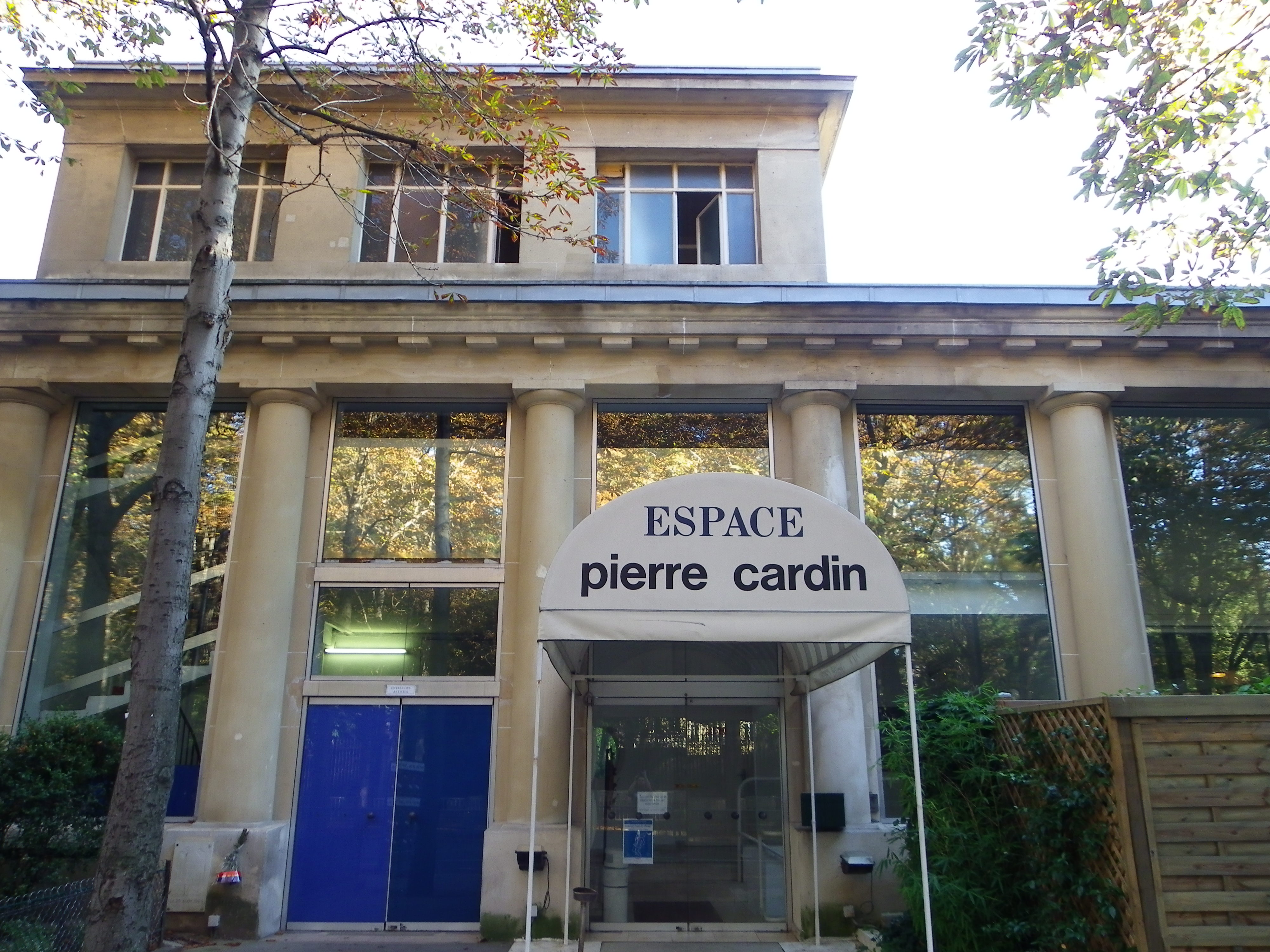
Fachada del Espace Pierre Cardin, complejo situado en los Campos Elíseos y lugar del estreno de la obra de Cocteau.

Los padres terribles (Les Parents terribles) es una obra de teatro del escritor francés Jean Cocteau estrenada en 1938.

## Argumento
La pareja madura formada por Yvonne y Georges comparte apartamento con su hijo de 22 años de edad, Michel, y Léonie, la hermana solterona de Yvonne, que también ha estado enamorada de Georges. Yvonne es una mujer recluida, semi-inválida, que depende de su tratamiento con insulina, y muy posesiva con su hijo; Georges se dedica a sus extravagantes inventos; es la tía Leo la que asume la gestión de la casa, que no duda en calificar de «caravana de gitanos». Cuando Michel anuncia que está enamorado de una chica, Madeleine, a la que quiere presentar, sus padres se muestran inmediatamente hostiles y tratan de prohibir la relación, provocando la desesperación de Michel. Georges se da cuenta de que Madeleine es la misma mujer que había sido su amante en los últimos meses, y lo confiesa a Léo. Madeleine se ve abocada a abandonar a Michel, ante las amenazas y chantajes del padre. Yvonne, satisfecha con la separación, aprovecha para consolar a su hijo. Léo, sin embargo, está consternada ante la crueldad de la situación y decide apoyar a Madeleine.
Al día siguiente, Léo convence a Yvonne y Georges de que la única forma de recuperar a Michel, que sigue inconsolable, es permitir su matrimonio con Madeleine. Michel y Madeleine se reencuentran con gran felicidad, pero Yvonne escapa de la escena y acaba tomando una sobredosis de insulina, que le lleva a la muerte. Un nuevo orden se ha establecido en la familia.

## Representaciones destacadas
- Théâtre des Ambassadeurs, París, 14 de noviembre de 1938. Estreno.
  - Dirección: Alice Cocea
  - Escenografía: Guillaume Monin
  - Intérpretes: Alice Cocéa (Madeleine), Marcel André (Georges), Jean Marais (Michel), Germaine Dermoz (Yvonne), Gabrielle Dorziat (Léonie).

- Gate Theatre, Dublín, 1940.
  - Intérpretes:  Cyril Cusack, Vivienne Bennett, Martita Hunt.

- Teatro Eliseo, Roma, 1945. 
  - Dirección: Luchino Visconti
  - Intérpretes: con Andreina Pagnani (Yvonne), Lola Braccini (Leonie), Rina Morelli (Maddalena), Gino Cervi (Georges), Antonio Pierfederici (Michel).

- Théâtre du Gymnase, París, febrero de 1946. 
  - Dirección: Madame Paule Rolle
  - Intérpretes: Yvonne de Bray (Yvonne), Gabrielle Dorziat (Léonie), Marcel André (Georges), Jean Marais (Michel), Josette Day (Madeleine).

- Teatro Español, Madrid, 1958.
  - Dirección: Modesto Higueras.
  - Intérpretes: Pepita Serrador, Josefina de la Torre, Mercedes Barranco, José Calvo, Ricardo Hurtado.

- Teatro Regio, Parma, 1969.
  - Dirección: Anton Giulio Majano
  - Intérpretes: Alida Valli.

- Théâtre Antoine, París, 1977.
  - Dirección: Jean Marais.
  - Intérpretes: Jean Marais (George), Lila Kedrova (Yvonne), France Delahalle (Léo), Caroline Silhol (Madeleine), François Duval (Michel).

- Royal National Theatre, Londres, 1994. (Indiscretions)
  - Dirección: Sean Mathias
  - Intérpretes: Sheila Gish (Yvonne), Frances de la Tour (Leo), Alan Howard (George), Lynsey Baxter (Madeleine), Jude Law (Michael).

- Barrymore Theater, Nueva York, 1995. (Indiscretions)
  - Intérpretes: Kathleen Turner (Yvonne), Eileen Atkins (Leo), Roger Rees (George), Cynthia Nixon (Madeleine), Jude Law (Michael).

- Teatro Alcázar, Madrid, 1995.[2]
  - Dirección: Juan Carlos Pérez de la Fuente.
  - Intérpretes: Amparo Rivelles (Leo), Vicente Parra (George), Nati Mistral (Ivonne), Carmen Conesa (Madelaine), Juan Carlos Rubio (Michel).

- Teatro El Cubo, Buenos Aires, 2007.
  - Dirección: Alejandra Ciurlanti.
  - Intérpretes: Mirta Busnelli (Ivonne), Luis Machín (Georges), Noemí Frenkel (Léonie), Nahuel Perez Biscayart (Michel) y María Alché (Madeleine).

- Teatro El Galpón, Montevideo, 2009.
  - Dirección: Alberto Zimberg.
  - Intérpretes: Roberto Bornes (Jorge), Alicia Garateguy (Ivonne), Carla Moscatelli (Leo), Noelia Campo (Magdalena) y Sergio Muñoz (Miguel).

- Teatro El Granero, México, 2012.
  - Dirección: José Acosta.
  - Intérpretes: Verónica Terán (Léonie), Roberto Ríos "Raki" (Georges), Martha Papadimitriou (Ivonne), Juan Cabello (Michel), y Paulina Treviño (Madeleine), .

- Teatro Mori, Chile, 2016.[3]
  - Dirección: Omar Morán Reyes.
  - Intérpretes: Taira Court (Leo), Marcial Tagle (Jorge), Antonia Zegeres (Ivonne), Armin Felmer (Michel), y Daniela Castillo (Madeleine), .